# Микрокастро
Микрокастро је насељено место у општини Горуша у периферији Западна Македонија, Грчка. Према попису из 2021. године било је 340 становника.
Према бугарском географу и историчару, Василу Канчову, у Микрокастру је 1900. године живео 260 Грка. Микрокастро се налази у области Населица, која је некада била насељена словенским становништвом које је касније хеленизовано. Село се раније звало Черушница.